# Alfred Morel-Fatio
Alfred Paul Victor Morel-Fatio (Estrasburg, 9 de gener de 1850 - Versalles, 10 d'octubre de 1924) fou un hispanista, catalanista i romanista francès.

## Vida i obra
De 1869 a 1874 va estudiar a París a l'École Nationale des Chartes, on va rebre el mestratge de Paul Meyer i va fer amistat amb Gaston Paris, amistat que duraria tota la vida. Després de lluitar en la Guerra francoprussiana, va concloure els estudis a l'École des Chartes amb la tesi Recherches sur le texte et les sources du «Libro de Alexandre» 1875 (Publicada a Romania 4, 1875).
Com a arxiver va treballar a la secció de manuscrits de la Bibliothèque Nationale de France de 1875 a 1880, on va elaborar el catàleg de manuscrits espanyols i portuguesos; ja aleshores viatjà a Barcelona on estudià documents del rei Jaume I a l'Arxiu de la Corona d'Aragó. De 1880 a 1885 va fer classes a l'École Supérieure des Lettres d'Alger, des d'on feu viatges de recerca a Catalunya, les illes Balears i València, on estudià Jaume Roig. A partir de 1885 fou professor a l'École Pratique des Hautes Études, càrrec que també combinà amb el de secretari de l'École des Chartes.
Va substituir Paul Meyer en el Collège de France com a professor de «Langues et littératures de l'Europe méridionale», particularment iberoromàniques.
El 1899, amb Ernest Mérimée (1846-1924) i Georges Cirot (1870-1946), fou un dels fundadors de la revista Bulletin Hispanique. Fou el primer president, el 1900, de l'aleshores acabada de crear «agregació» d'espanyol i italià.
Des de 1902 fou membre de la Reial Acadèmia de Bones Lletres de Barcelona. El 1910 va ser fet membre de l'Académie des inscriptions et belles-lettres. Fou també membre corresponent de la Real Academia Española, cavaller de l'orde de Carles III i oficial de la Legió d'Honor francesa.
Pel que fa a la catalanística, cal assenyalar que fou responsable dels capítols de català del Grundriss de Gustav Gröber. Fou també un dels participats al I Congrés Internacional de la Llengua Catalana.

## Publicacions

### Com a autor
- Catalogue des manuscrits espagnols et portugais. Imprimerie Nationale, París 1881/1892, 2 vol.
- Études sur l'Espagne. París 1888-1925, 4 vol.
- Das Katalanische. In: Gustav Gröber (ed.): Grundriss der romanischen Philologie, vol. 1. Estrasburg 1888, p. 669-688 (i reedició amb Jean-Joseph Saroïhandy)
- Katalanische Literatur. In: Gustav Gröber (ed.): Grundriss der romanischen Philologie, vol. 2. Estrasburg 1897, p. 70-128
- Mémoires de la cour d'Espagne, de 1679 à 1681. París 1893
- Ambrosio de Salazar et l'étude de l'espagnol en France sous Louis XIII. París 1900
- Historiographie de Charles-Quint, Suivie des Mémoires de Charles-Quint. París 1913
- L'Espagne et la guerre. L'esprit public, la situation politique. Bloud & Gay, París 1916

### Com a editor
- Pedro Calderón de la Barca: El Mágico prodigioso. Comedia famosa. Henninger, Heilbronn 1877.
- L'Espagne au XVIe et au XVIIe siècle. Documents historiques et littéraires. Henninger, Heilbronn 1878.
- Jean Muret: Lettres écrites de Madrid, en 1666 et 1667. Paris 1879.
- Enrique Cock: Jornada de Tarazona hecha por Felipe II en 1592. Madrid 1879.
- El Libro de Alixandre. Halle an der Saale 1906 (reeditat Olms, Hildesheim 1978)